# Risch-Rotkreuz
Risch-Rotkreuz is een gemeente en plaats in het Zwitserse kanton Zug.
Risch telt 8556 inwoners.
Het plaatselijke theater heet "Theaterlüüt Risch Rotkreutz", er is ook een tennisclub en er zijn enkele politieke partijen zoals het "CVP".
Baar · Cham · Hünenberg · Menzingen · Neuheim · Oberägeri · Risch-Rotkreuz · Steinhausen · Unterägeri · Walchwil · Zug
- Gemeinsame Normdatei: 4399859-8
- Historisch woordenboek van Zwitserland: 000793
- MusicBrainz: ef18a96f-7e64-4ffd-8bc6-4065b45a71e7
- Virtual International Authority File: 168317289
- WorldCat: E39PBJdmkFVpyfvBfjxwjdW7HC